# Brian Jamieson
Brian Jamieson, född den 7 mars 1969 i Livingston, New Jersey, är en amerikansk roddare.
Han tog OS-silver i scullerfyra i samband med de olympiska roddtävlingarna 1996 i Atlanta.